# Zahra Joya
Zahra Joya (dari: زهرا جویا)  (província de Bamiyan, 1992) és una periodista hazara de l'Afganistan. És la fundadora de Rukhshana Media, una agència de notícies en persa i anglès que dirigeix des de l'exili.

## Biografia
Zahra Joya va néixer en un petit poble rural en una família Hazara a la província de Bamyan el 1992. Tenia cinc anys quan els talibans van prendre el poder a l'Afganistan i van prohibir gairebé tota l'educació de les nenes del 1996 al 2001. Joya es vestia de nen i es deia Mohammed, i caminava al costat del seu jove oncle durant dues hores cada dia per anar a l'escola. En una entrevista amb Angelina Jolie per a TIME el 2022, va afirmar que alguns homes de la seva família, inclòs el seu pare, creien en els drets de les dones.
Després que els Estats Units i els seus aliats van envair l'Afganistan i van derrocar el govern talibà el 2001, va poder abandonar la disfressa i matricular-se a la facultat de dret a Kabul, pensant seguir els passos del seu pare com a fiscal. Emocionada per les històries no contades de les seves companyes de classe, va decidir convertir-se en periodista, malgrat els perills i les dificultats de ser periodista a l'Afganistan.

## Trajectòria
Va treballar com a subdirectora de comunicacions al govern municipal de Kabul. Sovint va ser l'única dona entre els seus col·legues. Quan ho comentava, li deien que les dones no tenien una bona capacitat o les habilitats necessàries per al treball.
El desembre de 2020, va fundar Rukhshana Media, la primera agència de notícies feminista del país. S'havia vist motivada per fer-ho després del suggeriment d'una amiga i pels comentaris dels seus companys masculins sobre la manca de dones periodistes. L'empresa va rebre el nom de Rukhshana per homenatjar una noia de 19 anys que va ser apedregada pels talibans el 2015 a la província de Ghor. La noia va ser condemnada a mort per haver-se escapat amb un amant després que la seva família li hagués concertat un matrimoni. L'objectiu de Joya era mostrar la realitat de la vida de les dones afganeses amb històries publicades per dones periodistes locals, que cobrien temes com la violació i el matrimoni forçat. Va fundar Rukhshana Media amb els seus propis estalvis, però va haver de llançar una recaptació de fons en línia per mantenir-ho en funcionament. Va ser crítica amb els talibans i va informar sobre la seva repressió contra les dones funcionaris durant els mesos abans que els EUA i els seus aliats retiressin les seves tropes. Uns dies abans que el país caigués en mans dels talibans, va col·laborar amb The Guardian per publicar el projecte Women Report Afghanistan, informant sobre la presa de poder dels talibans. Joya i els seus companys van rebre diverses amenaces pel seu periodisme.
A causa dels seus informes i a causa de la persecució dels talibans als hazaras durant molt de temps, Joya va ser un objectiu dels talibans. Tement per la seva vida, va decidir fugir del país. Va rebre un avís d'evacuació del govern britànic i finalment va ser transportada a Londres. Continua dirigint Rukhshana Media a l'exili i es manté en contacte amb el seu equip que li envia informes des de l'Afganistan en secret. La majoria de les periodistes afganeses es van veure obligades a deixar la seva feina després de la presa de possessió.

## Reconeixements
Joya va ser una de les 12 dones de l'any de Time el 2022. Va ser reconeguda pel seu periodisme i va ser entrevistada per Angelina Jolie.
Va rebre el premi Change maker 2022 de la Fundació Bill & Melinda Gates el 20 de setembre de 2022. Va ser elegida una de les 100 dones de la BBC el desembre de 2022.
Rukhshana Media va rebre el premi Marie Colvin als British Journalism Awards 2021.